# Sant Hilari Sacalm
Sant Hilari Sacalm település Spanyolországban, Girona tartományban. Sant Hilari Sacalm Rupit i Pruit, Susqueda, Osor, Santa Coloma de Farners, Arbúcies, Espinelves és Vilanova de Sau községekkel határos. Lakosainak száma 5982 fő (2024).

## Népesség
A település népessége az elmúlt években az alábbi módon változott:
| Lakosok száma | 632  | 2461 | 2767 | 2720 | 4505 | 5466 | 5763 | 5681 | 5627 | 5982 |
|               | 1717 | 1887 | 1936 | 1960 | 1986 | 2004 | 2009 | 2014 | 2019 | 2024 |